# Ashley-Behandlung

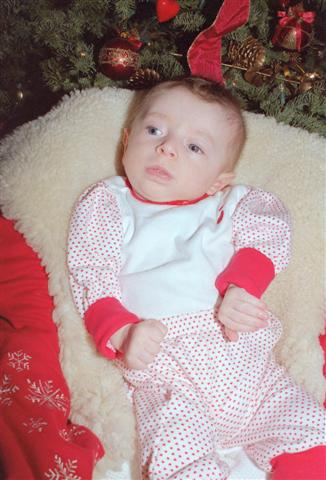
Ashley X

Die Ashley-Behandlung bezieht sich auf eine Reihe von kontroversen Behandlungen, welche als Erstes an einem Kind aus Seattle, Ashley X(*), durchgeführt wurden.
Ashley wurde 1997 geboren und ist durch statische Enzephalopathie mit damals ungeklärter Ursache schwer geistig behindert. Die Behandlung beinhaltet das vorzeitige Beenden des Wachstums durch Hormonpräparate, Hysterektomie, beidseitige Mastektomie und Appendektomie. Mittlerweile wurde ein Einzelnukleotid-Polymorphismus im GRIN1-Gen entdeckt.
Der primäre Sinn dieser Behandlung ist das Verhindern der Bildung sekundärer Geschlechtsmerkmale und des Wachstums zu adulter Größe. Die Kombination dieser Behandlungen erzeugte Anfang 2007 großes öffentliches Interesse und löste ethische Diskussionen aus.
(*) Der Nachname von „Ashley X“ ist nicht bekannt.

## Hintergrund
Ashley wurde mit einem schweren Gehirnschaden unbekannter Ursache geboren, genannt „statische Enzephalopathie“, da ihr Zustand sich nicht verändert. Obwohl sie in der Lage ist, allein zu atmen, schläft und aufwacht, ist sie nicht in der Lage, den Kopf zu heben, sich aufzusetzen, zu spielen oder zu sprechen. Sie wird durch eine Magensonde ernährt. Sie reagiert jedoch auf ihre Umgebung und findet besonders Gefallen an der Musik von Andrea Bocelli. Von ihren Eltern erhielt sie den Kosenamen „pillow angel“, zu deutsch „Kissen-Engel“, da sie immer da blieb, wo man sie hingesetzt hatte, in den meisten Fällen eben ein Kissen.
2004, im Alter von sechseinhalb Jahren, zeigten sich bei Ashley erste Zeichen der Pubertät, und die Eltern und Ärzte begannen sich Gedanken zu machen, welche Probleme dadurch bei geistig behinderten Kindern entstehen. Wenn diese Kinder größer werden, benötigt es mehr Kraft, um sie zu bewegen und grundlegende Körperpflege zu bieten, und das Risiko, dass Ashley sich wundliegen kann, würde weit höher. Verfrühte Pubertät ist häufig bei Kindern mit schweren Gehirnschäden. Das Auftreten sekundärer Geschlechtsmerkmale beunruhigt und verunsichert häufig die Eltern von geistig behinderten Kindern, weshalb sie nach Wegen und Möglichkeiten suchen, mit den Problemen umzugehen, die z. B. ein Kind in Windeln mit sich bringt, das die Regelblutung hat. Ein breites Spektrum von Behandlungen wurde bereits in den Jahrzehnten zuvor angewendet, um diese Probleme zu lösen.
Im Juli 2004 wurde bei Ashley die Gebärmutter (zum Verhindern der Regelblutung) entfernt, ebenso die sich entwickelnden Brustwarzen (um eine Entwicklung der Brüste zu verhindern). Außerdem wurde der Blinddarm entfernt. Die Eingriffe wurden am Seattle Children’s Hospital and Regional Medical Center durchgeführt. Danach wurde eine Hormontherapie mit Östrogen begonnen, wodurch ihr Wachstum vorzeitig gestoppt wurde.
Ashleys Behandlung wurde im Oktober 2006 von den behandelnden Ärzten in einer wissenschaftlichen Zeitschrift veröffentlicht und löste weltweit Diskussionen aus. Ab Januar 2007 führten Ashleys Eltern, welche anonym bleiben wollen, einen inzwischen nur im Webarchiv zugänglichen Blog, in dem sie die Gründe für ihre Entscheidung für die Behandlung darlegten.

## Argumente für die Behandlung
Die Eltern argumentieren, dass sie die Behandlung im besten Interesse des Kindes haben durchführen lassen, da sie nun in der Lage seien, weiter für ihre Tochter zu sorgen, und dass ein geringeres Risiko für Dekubitus entsteht. Weiterhin sollen die Unannehmlichkeiten, welche mit der Regelblutung einhergehen, und das Risiko einer Schwangerschaft verhindert werden. Weiterhin werden das Verhindern von Brustkrebs und einer Blinddarmentzündung genannt, zumal diese bei Ashley schwer oder gar nicht zu diagnostizieren sein würden, da sie nicht sprechen kann. Außerdem glauben sie, dass Ashley weniger von sexuellem Missbrauch bedroht ist, wenn sie keine sekundären Geschlechtsmerkmale entwickelt.

## Reaktionen
In den USA beschrieb Arthur Caplan von der University of Pennsylvania School of Medicine die Behandlung als eine „pharmazeutische Lösung für soziales Versagen – den Fakt, dass die amerikanische Gesellschaft nicht hat, was sie haben sollte um behinderten Kindern und deren Familien zu helfen.“
Verschiedene Verfechter von Menschenrechten, unter anderem Not Dead Yet und Feminist Response in Disability Activism (FRIDA) haben die Behandlung „medizinisches Experiment“, „Verstümmelung“ und „Verletzung von Ashleys Menschenrechten“ genannt. FRIDA hat die American Medical Association dazu aufgerufen, rechtliche Schritte einzuleiten.
Einen Überblick über die (eher ablehnenden) Reaktionen in Deutschland gibt ein Artikel im Deutschen Ärzteblatt.